# Juan Tafur
Juan Tafur ( Bogotá 1970) es un escritor colombiano   

## Biografía
Estudió filosofía y letras en Colombia y en España, y lenguas romances y literatura comparada en los Estados Unidos. Ha sido profesor de historia del arte, intérprete y guionista de radio, y se ha desempeñado como corresponsal y colaborador de periódicos y revistas en distintos países.   
En 1998 se estableció en Barcelona, donde empezó a colaborar con diversas editoriales como traductor, editor y redactor.  

## Obras
Ha publicado media docena de libros firmados con seudónimo, entre ellos Llama de amor divino y Los cuentos del rey Salomón. Su primera novela, La pasión de María Magdalena (2005), fruto de una investigación acerca de esta protagonista de la tradición cristiana, ha sido traducida a seis idiomas y publicada en quince países. En 2008, publicó El viajero de los dos mundos, una novela de aventuras que desentraña algunos de los vínculos entre el Renacimiento, la tradición mística oriental y la construcción cultural del Nuevo Mundo y también es autor de 99 lugares para hablar con Dios, centradas en las relaciones entre las tradiciones culturales de Oriente y Occidente, América y Europa.
La pieza de teatro  Die ballade von El Muerto, inspirada en los narcocorridos mexicanos y seleccionada para el Wiener Festwochen.
Es también autor de guiones de teatro y de cine.